# Quotientennorm
Eine Quotientennorm oder Quotientenhalbnorm ist in der Funktionalanalysis eine auf natürliche Weise erzeugte Norm bzw. Halbnorm auf einem Faktorraum.

## Definition
Es seien {\displaystyle X} ein normierter Raum und {\displaystyle U\subset X} ein Untervektorraum. Auf dem Faktorraum {\displaystyle X/U} definiere man 
{\displaystyle \|x+U\|:=\inf\{\|x-y\|;\,y\in U\}=\mathrm {dist} (x,U)}.
Dann ist durch diese Definition eine Halbnorm auf dem Faktorraum gegeben; sie ist genau dann eine Norm, wenn der Unterraum abgeschlossen ist, man nennt sie die Quotientennorm bzw. Quotientenhalbnorm.

## Quotient nach einem Kern
Ist {\displaystyle U\subset X} ein abgeschlossener Unterraum des normierten Raumes {\displaystyle X}, so ist die Quotientenabbildung {\displaystyle T:X\rightarrow X/U} linear, stetig, bildet die offene Einheitskugel von {\displaystyle X} auf die offene Einheitskugel von {\displaystyle X/U} ab und es ist {\displaystyle U=\mathrm {ker} (T)}. Die Operatornorm der Quotientabbildung ist {\displaystyle 1}, falls {\displaystyle U} ein echter Unterraum ist, anderenfalls gleich {\displaystyle 0}. 
Seien umgekehrt {\displaystyle X,Y} normierte Räume und {\displaystyle T:X\rightarrow Y} eine lineare Abbildung, die die offene Einheitskugel von {\displaystyle X} auf die offene Einheitskugel von {\displaystyle Y} abbildet. Dann ist {\displaystyle T} stetig, surjektiv und die Isomorphie {\displaystyle X/\mathrm {ker} (T)\cong Y} ist eine Isometrie.

## Eigenschaften
Viele Eigenschaften vererben sich auf die Quotientennorm:
- Ist {\displaystyle X} ein Banachraum und {\displaystyle U\subset X} ein abgeschlossener Unterraum, so ist auch {\displaystyle X/U} ein Banachraum, d. h. die Vollständigkeit vererbt sich auf die Quotientennorm.
- Ist {\displaystyle X} ein Hilbertraum und {\displaystyle U\subset X} ein abgeschlossener Unterraum, so ist auch {\displaystyle X/U} ein Hilbertraum, d. h. auch die Quotientennorm wird durch ein Skalarprodukt erzeugt.
- Ist {\displaystyle X} ein gleichmäßig konvexer Raum und {\displaystyle U\subset X} ein abgeschlossener Unterraum, so ist auch {\displaystyle X/U} gleichmäßig konvex.
- Ist {\displaystyle X} eine Banachalgebra und {\displaystyle U\subset X} ein abgeschlossenes zweiseitiges Ideal, so ist auch {\displaystyle X/U} eine Banachalgebra, d. h. die Submultiplikativität der Norm überträgt sich auf die Quotientennorm.
- Ist {\displaystyle X} eine C*-Algebra und {\displaystyle U\subset X} ein abgeschlossenes zweiseitiges Ideal, so ist auch {\displaystyle X/U} eine C*-Algebra, d. h. die C*-Eigenschaft der Norm gilt auch für die Quotientennorm.

## Quotientenhalbnormen
Die Topologie eines lokalkonvexen Raumes {\displaystyle X} wird durch eine Menge {\displaystyle {\mathcal {P}}} von Halbnormen erzeugt. Sei {\displaystyle U\subset X} ein Unterraum.
Für jedes {\displaystyle p\in {\mathcal {P}}} ist die Quotientenhalbnorm {\displaystyle {\hat {p}}} eine Halbnorm auf dem Quotientenraum {\displaystyle X/U}, wobei
{\displaystyle {\hat {p}}(x+U):=\inf\{p(x+y);\,y\in U\}}.
Dann stimmt die Finaltopologie auf {\displaystyle X/U} mit der durch die Halbnormen {\displaystyle \{{\hat {p}};p\in {\mathcal {P}}\}} erzeugten Topologie überein, insbesondere ist der Quotientenraum wieder lokalkonvex.

## Quelle
- Dirk Werner: Funktionalanalysis. 6., korrigierte Auflage, Springer-Verlag, Berlin 2007, ISBN 978-3-540-72533-6, Seite 54